# Arrondissement Guéret
Guéret is een arrondissement van het Franse departement Creuse in de regio Nouvelle-Aquitaine. De onderprefectuur is Guéret.

## Kantons
Het arrondissement was tot 2014 samengesteld uit de volgende kantons:
- kanton Ahun
- kanton Bénévent-l'Abbaye
- kanton Bonnat
- kanton Bourganeuf
- kanton Boussac
- kanton Châtelus-Malvaleix
- kanton Dun-le-Palestel
- kanton Le Grand-Bourg
- kanton Guéret-Nord
- kanton Guéret-Sud-Est
- kanton Guéret-Sud-Ouest
- kanton Jarnages
- kanton Pontarion
- kanton Saint-Vaury
- kanton La Souterraine

Na de herindeling van de kantons bij decreet van 17 februari 2014, met uitwerking op 22 maart 2015 omvat het arrondissement volgende kantons:
- kanton Ahun  ( deel 17/27 )
- kanton Bonnat
- kanton Bourganeuf  ( deel 13/17 )
- kanton Boussac
- kanton Dun-le-Palestel
- kanton Gouzon   ( deel 14/25 )
- kanton Le Grand-Bourg
- kanton Guéret-1
- kanton Guéret-2
- kanton Saint-Vaury
- kanton La Souterraine